# سرخه دیزج (سلطانیه)
سرخه دیزج، روستایی از توابع بخش باغ حلی شهرستان سلطانیه در استان زنجان ایران است.
سنگ معروف قیزقلعه سی در چهار کیلومتری شمال این روستا واقع شده است.
نام خانوادگی اغلب ساکنین روستا "قزلباش" می باشد.

## جمعیت
این روستا در دهستان قره‌بلاغ قرار دارد و براساس سرشماری مرکز آمار ایران در سال ۱۳۸۵، جمعیت آن ۷۵۸ نفر (۱۷۰خانوار) بوده‌است.
شیخ ابراهیم زنجانی از علمای مشروطه‌خواه و نماینده مجلس شورای ملی اهل این روستا بوده است.